# Ocean (álbum de Karol G)
Ocean (estilizado em letras maiúsculas) é o segundo álbum de estúdio da cantora colombiana Karol G. Foi lançado em 3 de maio de 2019, pela Universal Music Latino. Ocean é um disco de reggaeton, urbano e pop latino, e conta com participações especiais do artista de reggae Damian Marley, do então parceiro Anuel AA, da dupla brasileira Simone & Simaria, Yandel, Maluma, J Balvin, Nicky Jam e Danay Suárez.
Ocean foi apoiado por nove singles das dezesseis faixas do álbum, lançadas entre março de 2018 e abril de 2020: "Pineapple", "Mi Cama" (incluindo um remix com J Balvin e Nicky Jam), "Culpables" (com Anuel AA), "Créeme" (ft. Maluma), "Punto G", "Ocean" (com versão em dueto com Jessie Reyez), "Love with a Quality" (ft. Damian Marley), "Dices Que Te Vas" (ft. Anuel AA) e "La Vida Continúo" (ft. Simone & Simaria).
O álbum recebeu críticas geralmente positivas dos críticos musicais e foi inicialmente um sucesso comercial moderado. Ele conseguiu ficar entre os sessenta primeiros na Billboard 200 dos EUA e alcançou a posição número 2 na parada de álbuns latinos dos EUA, vendendo 12.000 unidades equivalentes ao álbum em sua primeira semana.

## Antecedentes
Após o lançamento de seu primeiro álbum de estúdio em 2017, Unstoppable, Karol G lançou "Mi Mala", em colaboração com Mau y Ricky. Em 1º de março de 2018, Karol G lançou "Pineapple", como single principal de Ocean. Mais tarde naquele mesmo mês, em 29 de março de 2018, "Tu Pum Pum" em colaboração com Shaggy, El Capitaan e Sekuence foi lançado. "Princesa" com Tini foi lançada em 5 de abril de 2018. Em 11 de maio de 2018, "Mi Cama" foi lançada como segundo single do álbum. Giraldo mais tarde se juntaria em duas músicas remixadas, incluindo "Calypso" de Luis Fonsi e "Dame Tu Cosita", com El Chombo, Pitbull e Cutty Ranks. "Culpables" com Anuel AA foi lançado em 13 de setembro de 2018, como o terceiro single do álbum. "Créeme" com Maluma foi lançado como quarto single em 1 de novembro de 2018.
No ano seguinte, Giraldo lançaria duas músicas colaborativas como artista principal, incluindo "Secreto" com Anuel AA em 15 de janeiro de 2019, e "Hijoepu*#" com Gloria Trevi em 15 de março de 2019. " Punto G" foi lançado em 4 de abril de 2019, como o quinto e último single antes do lançamento do álbum.
Em 21 de abril de 2019, Karol G provocou o nome do álbum por meio de uma postagem no Instagram. Em 26 de abril de 2019, ela anunciou o lançamento do álbum, revelando seu título e data de lançamento. Ocean foi lançado oficialmente em 3 de maio de 2019, junto com o álbum sexto single de mesmo nome.

## Lançamento e promoção
O álbum foi lançado em 3 de maio de 2019, pela Universal Music Latino. Foi lançado em CD, vinil, download digital e streaming.
"Pineapple" foi apresentada por Karol G em 1º de maio de 2018 no La Voz Kids Colombia. "Mi Cama" foi tocada no Urban Color Fest Trujillo em 24 de agosto de 2018. A música foi tocada mais uma vez no 19º Grammy Latino Anual em 15 de novembro de 2018. "Créeme" foi tocada através da série Live Performeance da Vevo no YouTube em 7 de dezembro de 2018. De 15 de março a 31 de maio de 2019, Karol G embarcou na "Culpables Tour", ao lado de  Anuel AA. "Pineapple", "Mi Cama", "Culpables" e "Créeme" foram tocadas. Em 1º de maio de 2019, Giraldo cantou "Pineapple", "Punto G" e "Go Karo" através da série Live Performeance da Vevo. "Punto G" foi apresentada em 13 de maio de 2019 no Heat Latin Music Awards e posteriormente em 23 de junho de 2019, no MTV MIAW Awards.

### Singles
" Pineapple" foi lançado em 1 de março de 2018, como o primeiro single do álbum. Alcançou o top 50 dos EUA Hot Latin Songs.
"Mi Cama" foi lançado em 11 de maio de 2018, como segundo single. Alcançou o top ten das músicas latinas mais populares dos EUA, na posição 6, e foi certificado  RIAA Latin Diamond.
" Culpables" com o rapper porto-riquenho Anuel AA foi lançado como o terceiro single do álbum em 12 de setembro de 2018. Alcançou o top ten dos EUA Hot Latin Songs em 8º lugar e foi certificado pela RIAA Latin Diamond.
"Créeme" com a cantora colombiana Maluma foi lançada em 1º de novembro de 2018, como quarto single. Alcançou o top vinte das músicas latinas mais populares dos EUA.
" Punto G" foi lançado em 4 de abril de 2019, como o quinto single. Alcançou o top trinta das músicas latinas mais populares dos EUA.
" Ocean" foi lançado em 3 de maio de 2019, como o sexto single do álbum. Alcançou o top trinta das músicas latinas mais populares dos EUA.
"Love with a Quality" com Damian Marley foi lançado como o sétimo single em 9 de maio de 2019.
"Dices Que Te Vas" com Anuel AA foi lançado como o oitavo single do álbum em 30 de maio de 2019.
"La Vida Continuó" com Simone & Simaria foi lançado como o nono e último single do álbum em 28 de abril de 2020.

## Lista de faixas
| N.º            | Título                                       | Compositor(es) | Duração |  |
| 1.             | "Ocean"                                      | Carolina Giraldo Carlos Morales Daniel Echavarría Oviedo Jorge Valdés Vázquez                                                         | 2:33    |  |
| 2.             | "Punto G"                                    | Giraldo Andy Clay Antonio Rayo | 3:01    |  |
| 3.             | "Love with a Quality" (com Damian Marley)    | Giraldo Damian Marley Oviedo | 3:41    |  |
| 4.             | "Baby"                                       | Giraldo Alejandro Ramirez | 3:58    |  |
| 5.             | "Sin Corazón"                                | Giraldo Cristian Colon Luian Malavé Nieves Oviedo Miguel Perez Ervin Quiroz Héctor Ramos Emmanuel Santiago Edgar Semper Xavier Semper | 2:49    |  |
| 6.             | "Dices Que Te Vas" (com Anuel AA)            | Giraldo Santiago José Gazmey Santiago                                                                                                 | 3:23    |  |
| 7.             | "Pineapple"                                  | Giraldo Ricardo Montaner Mauricio Montaner Ramirez                                                                                    | 2:58    |  |
| 8.             | "La Vida Continuó" (com Simone & Simaria)    | Giraldo Oviedo Rafael Silva de Queiroz Kristopher Salazar                                                                             | 2:45    |  |
| 9.             | "Bebesita"                                   | Giraldo Jorge Cedeño Echevarria Joan Gonzalez Carlos Ortiz Juan Rivera Miguel Antonio Muñoz Rohena Santiago                           | 3:02    |  |
| 10.            | "Culpables" (com Anuel AA)                   | Giraldo Ortiz Oviedo Rivera Santiago                                                                                                  | 3:46    |  |
| 11.            | "Mi Cama"                                    | Giraldo Clay René Cano Rayo Omar Sabino                                                                                               | 2:30    |  |
| 12.            | "La Ocasión Perfecta" (com Yandel)           | Giraldo Llandel Veguilla Oviedo Victor Viera                                                                                          | 3:41    |  |
| 13.            | "Créeme" (com Maluma)                        | Giraldo Juan Luis Londoño Arias Cano Filly Shakal Lima Kevyn Mauricio Cruz Moreno Juan Camilo Vargas Lenin Yorney                     | 3:32    |  |
| 14.            | "Go Caro"                                    | Giraldo Pato Banton Oviedo | 2:28    |  |
| 15.            | "Mi Cama (Remix)" (com J Balvin e Nicky Jam) | Giraldo José Álvaro Osorio Balvín Nick Rivera Clay Cano Jesús Nieves Cortés Juan Diego Medina Rayo Sabino                             | 3:15    |  |
| 16.            | "Yo Aprendí" (com Danay Suárez)              | Giraldo Danay Suárez | 3:05    |  |
| Duração total: | Duração total:                               | Duração total: | 50:57   |  |